# Солозеро (Онежский район)
Солозеро — крупное озеро в Онежском районе Архангельской области. Площадь озера — 19,5 км², площадь водосбора — 286 км². Высота над уровнем моря — 120 м.
Озеро находится в болотистой местности на юге Онежского полуострова, к востоку от истока реки Кянда.
На озере имеется два крупных острова: Средний и Иляостров. В озеро впадает река Верхняя Солза и несколько ручьёв, крупнейшие из которых — Чёлкаручей и Лёняручей. Из Солозера вытекает одна река — Нижняя Солза.